# Očkovací politika
Očkovací politikou se rozumí zdravotní politika, pomocí které vláda přijímá rozhodnutí týkající se očkování. Očkovací politika se vyvíjela během přibližně dvou století od doby, kdy bylo vynalezeno očkování. Vlád jím chtěla vymýtit nemoc z populace, chránit před nemocí nebo proti ní vytvořit kolektivní imunitu. Poradní očkovací výbory jsou v každé zemi obvykle odpovědné za to, že poskytují informace a vědecké důkazy o jednotlivých vakcínách vládám a ty je poté používají k rozhodování o vakcínách a o celkové očkovací politice.
Očkování je v některých zemích dobrovolné a v jiných povinné, přičemž politika povinného očkování někdy vede k odporu. Některé vlády hradí zcela nebo částečně náklady na očkování a používají národní očkovací kalendář. Analýzy nákladů a přínosů očkování ukázaly, že existuje ekonomická motivace k zavedení politik očkování, protože očkování může zachránit značný počet životů a ušetřit spoustu nákladů.
Obecně je dodávka vakcín vysoce regulována místní vládou. Kvůli vysokým nákladům na vývoj vakcíny jsou ceny vakcín většinou vysoké. Vakcinační politiku proto ovlivňují regulace a konkurence.

## Cíle

### Imunita a kolektivní imunita

Cílem očkovací politiky je vytvořit imunitu vůči nemocem, kterým lze předcházet. Kromě individuální ochrany před onemocněním může být cílem očkovacích politik také poskytnout komunitě jako celku kolektivní imunitu. Kolektivní imunita staví na myšlence, že patogen bude mít problémy se šířením, pokud bude proti němu mít významná část populace imunitu. To chrání osoby, které nemohou dostat vakcínu kvůli zdravotním problémům, jako jsou poruchy imunity. Aby však byla kolektivní imunita v populaci účinná, musí být očkována většina těch, kdo jsou k očkování způsobilí.
Státní a místní požadavky na očkování při nástupu do školek a škol jsou důležitými nástroji pro udržení vysoké míry proočkovanosti a následně nižší míry výskytu nemocí, kterým lze očkováním předcházet (VPD).
Nemoci, kterým lze předcházet očkováním, zůstávají běžnou příčinou dětských úmrtí. Odhadem na ně zemřou každý rok tři miliony dětí. Očkování ročně zabrání dvěma až třem milionům úmrtí na celém světě ve všech věkových skupinách na záškrt, tetanus, černý kašel a spalničky.

### Eradikace(vymýcení) nemocí

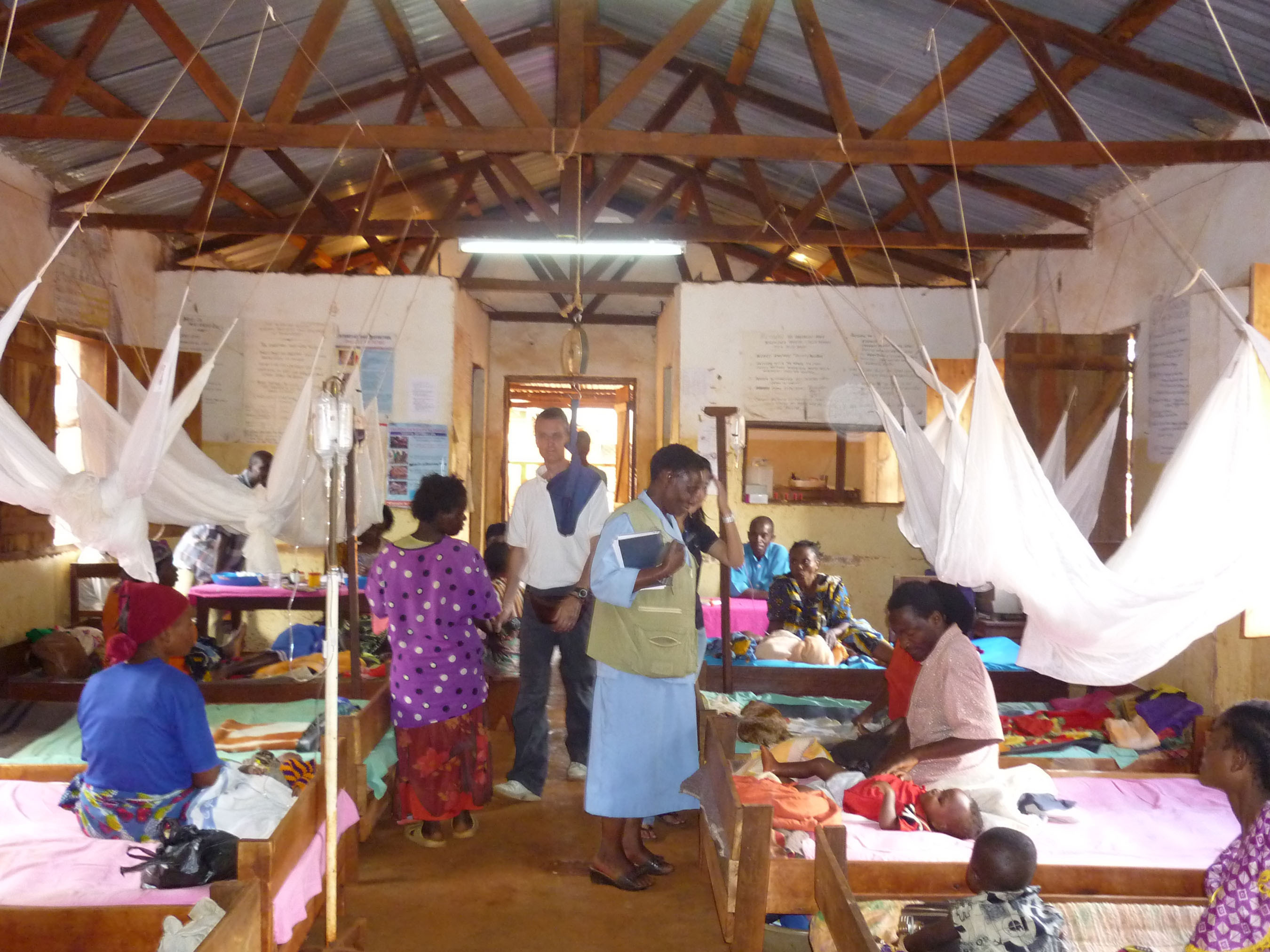
Kliniku malárie v Tanzanii pomohla postavit organizace [https://globalhealthprogress.org/collaboration/sms-for-life/ SMS for Life

U některých vakcín je cílem vakcinační politiky vymýtit nemoc úplně. Světová zdravotnická organizace (WHO) koordinovala úsilí o globální vymýcení pravých neštovic očkováním. Poslední přirozeně se vyskytující případ pravých neštovic byl zaznamenán v Somálsku v roce 1977. Endemické spalničky, příušnice a zarděnky byly očkováním zcela eliminovány ve Finsku. Dne 14. října 2010 Organizace OSN pro výživu a zemědělství prohlásila, že byl vymýcen mor skotu. WHO v současnosti pracuje na vymýcení dětské obrny, která byla v srpnu 2020 vymýcena v Africe a objevovala se v té době pouze v Pákistánu a Afghánistánu.

### Individuální versus skupinové cíle
Jednotlivci se budou snažit minimalizovat riziko onemocnění a budou vyhledávat očkování pro sebe nebo své děti, pokud vnímají vysokou hrozbu onemocnění a nízké riziko samotného očkování. Pokud však očkovací program úspěšně sníží hrozbu onemocnění, může snížit vnímané riziko onemocnění natolik, že jednotlivci budou nabádat k očkování každého kromě své rodiny, nebo (obecněji) odmítnou očkování, jakmile proočkovanost dosáhne určité úrovně, i když je tato úroveň pod úrovní, která je optimální pro danou komunitu. Například studie z roku 2003 zjistila, že bioteroristický útok s použitím neštovic by vedl k podmínkám, za kterých by dobrovolné očkování pravděpodobně nedosáhlo optimální úrovně proočkovanosti pro USA jako celek. Studie z roku 2007 pak zjistila, že závažným epidemiím chřipky nelze zabránit dobrovolným očkováním bez další motivace lidí k očkování.
Vlády často povolují výjimky z povinného očkování z náboženských nebo filozofických důvodů, ale snížená míra očkování může způsobit ztrátu kolektivní imunity, což podstatně zvyšuje rizika i pro očkované jedince. Politika povinného očkování však vyvolává etické problémy týkající se rodičovských práv a informovaného souhlasu.
Očkování pomocí frakční dávky je strategie, která vyměňuje společenský přínos za individuální efektivitu vakcíny a ukázala se jako účinná v randomizovaných studiích u nemocí souvisejících s chudobou; v epidemiologických modelech má významný potenciál pro zkrácení pandemie covidu-19, kdy je nabídka vakcín omezená.

## Povinné očkování
V různých obdobích vlády a další instituce zavedly politiku vyžadující očkování s cílem snížit riziko onemocnění. Například zákon z roku 1853 vyžadoval v Anglii a Walesu všeobecné očkování proti pravým neštovicím, s hrozbou pokut pro lidi, kteří tento zákon nedodrželi. Ve Spojených státech Nejvyšší soud rozhodl ve věci Jacobson v. Massachusetts (1905), že státy mají pravomoc vyžadovat očkování proti pravým neštovicím během epidemie pravých neštovic. Všech padesát států USA vyžaduje, aby děti byly očkovány, a mohly tak navštěvovat veřejnou školu, ačkoli 47 států poskytuje výjimky na základě náboženského nebo filozofického přesvědčení. Nucené očkování (na rozdíl od pokut nebo odmítnutí služeb) je vzácné a obvykle se děje pouze jako nouzové opatření během propuknutí epidemie. Několik dalších zemí se tohoto postupu také drží. Povinné očkování výrazně snižuje míru infekce nemocí, před kterými vakcíny chrání. Tyto očkovací politiky vyvolaly odpor různých skupin, souhrnně nazývaných antivaxeři, kteří protestovali z etických, politických, lékařských, náboženských a jiných důvodů. Dalšími důvody, které mohou lidem bránit v očkování, jsou socioekonomické rozdíly a příslušnost k etnické menšině.
Mezi běžné námitky patřil argument, že vlády by neměly zasahovat do svobody jednotlivců činit lékařská rozhodnutí za sebe nebo své děti. Dalším tvrzením bylo, že navrhovaná očkování jsou nebezpečná. Mnoho moderních očkovacích politik umožňuje výjimky pro osoby s narušeným imunitním systémem či alergiemi na složky očkování nebo na základě silných argumentů proti vakcíně. Také se tvrdilo, že pro účinnou prevenci onemocnění očkováním musí existovat nejen dostupné vakcíny a populace ochotná nechat se očkovat, ale také dostatečná možnost odmítnout očkování na základě osobního přesvědčení.
V roce 1904 ve městě Rio de Janeiro v Brazílii, po programu obnovy měst, který vysídlil mnoho chudých, vládní program povinného očkování proti neštovicím měl za následek povstání proti vakcíně, které ve výsledku znamenalo několik dní nepokojů se značnými škodami na majetku a řadou úmrtí.

Povinné očkování je obtížný politický problém, který vyžaduje, aby úřady vyvážily veřejné zdraví a individuální svobodu:
Očkování je mezi povinnými požadavky v moderní době jedinečné. Vyžaduje po jednotlivcích, aby si nechali do těla injekcí vpravit lék nebo léčivé látky, a proto také vyvolává vášnivý odpor. Tento odpor začal prvními očkováními, neustal a pravděpodobně nikdy neustane. Z tohoto uvědomění vzniká složitý problém: jak by mainstreamové zdravotnické orgány měly přistupovat k hnutím zaměřeným proti očkování? Pasivní reakce by mohla být chápána jako ohrožení zdraví společnosti, zatímco těžkopádný přístup může ohrozit osobní svobodu a svobodu projevu, které si vážíme.
Etické dilema se objevuje, když se poskytovatelé zdravotní péče pokoušejí přesvědčit k očkování rodiny váhající s očkováním, protože toto přesvědčování může vést k narušování jejich samostatného rozhodování. Při zkoumání různých očkovacích politik byly nalezeny silné důkazy, že trvalé příkazy a umožnění běžným zdravotnickým pracovníkům (jako jsou zdravotní sestry) podávat vakcíny za definovaných okolností zvyšují proočkovanost. Existují také dostatečné důkazy o tom, že požadavek na očkování před předáním dítěte do péče rodičů a před nástupem dětí do školy proočkovanost také zvyšuje. Neexistují však dostatečné důkazy pro posouzení účinnosti povinného očkování jako podmínky před nástupem do nemocniční či jiné zdravotnické práce.
Mnoho zemí, včetně Kanady, Německa, Japonska a Spojených států, má specifické postupy na hlášení nežádoucích účinků souvisejících s vakcínou, zatímco jiné země, včetně Austrálie, Francie a Spojeného království, zahrnují vakcíny pod své obecné postupy hlášení nežádoucích účinků souvisejících s léčbou. Řada zemí má jak povinné očkování, tak národní programy pro odškodnění za následky, které byly způsobeny očkováním.
Čtvrtá vlna pandemie nemoci covid-19 v Rakousku spolu s nízkou proočkovaností ve srovnání se zbytkem západní Evropy (79 %) přiměla vládu k zavedení povinného očkování.

### Rodiče versus práva dětí
Lékařský etik Arthur Caplan tvrdí, že děti mají právo na nejlepší dostupnou lékařskou péči, včetně vakcín, bez ohledu na názory rodičů na vakcíny, a říká: „Argumenty o lékařské svobodě a volbě jsou v rozporu s lidskými a ústavními právy dětí. Když rodiče nechrání své děti, musí je chránit stát.“ Vládní subjekty, jako jsou organizace pro ochranu dětí, však mohou zasáhnout pouze tehdy, když rodiče přímo ubližují svému dítěti zneužíváním nebo zanedbáváním. Ačkoli odepření lékařské péče splňuje kritéria zneužívání nebo zanedbávání, odmítnutí očkování ne, protože dítě není přímo poškozeno.
Aby se zabránilo šíření nemocí neočkovanými jedinci, některé školy a ordinace lékařů zakázaly zápis neočkovaných dětí, i když to zákon nevyžaduje. Pokud lékař odmítá ošetřit neočkované děti a rodiče nemají šanci sehnat jiného poskytovatele lékařské péče, dochází k poškozování práv a zdraví dítěte a veřejného zdraví a toto může být považováno za neetické jednání lékařského pracovníka. Názory na to se různí a největší profesní asociace, americká American Academy of Pediatrics, tvrdí, že k vyloučení neočkovaných dětí může dojít pouze za přísně definovaných okolností.
Jedním z historických příkladů je případ vypuknutí spalniček ve Filadelfii v letech 1990–1991, ke kterému došlo v anti-očkovací komunitě léčitelů pomocí víry. Zemřelo devět dětí. Byly získány soudní příkazy, aby bylo infikovaným dětem poskytnuto život zachraňující lékařské ošetření proti vůli jejich rodičů a také aby byly zdravé děti bez souhlasu rodičů naočkovány.

## Plánování očkovací politiky

### Očkovací komise
Očkovací politiku obvykle navrhují národní nebo nadnárodní poradní výbory pro imunizaci a v mnoha případech je regulována vládou.

### Modely očkovací strategie
Prediktivní modely očkovacích strategií hrají důležitou roli v předpovídání účinnosti očkovacích strategií na úrovni populace. Mohou např. porovnávat pořadí věkových skupin, které mají být očkovány, a studovat výsledky z hlediska počtu případů, úmrtí, délky pandemie, zátěže zdravotnického systému a ekonomického dopadu.

## Hodnocení očkovací politiky

### Vakcíny jako pozitivníexternalita
Podpora vysoké proočkovanosti vytváří ochranu pomocí kolektivní imunity a má pozitivní dopady na společnost. Očkování ve velkém měřítku je veřejným statkem v tom smyslu, že výhody, které jednotlivec získá z rozsáhlého očkování, jsou stejné pro všechny, a nikdo tak nemůže „parazitovat“ na ostatních, pokud jde o výhody plynoucí z očkování. Zápory a přínosy pro jednotlivce a společnost byly prostudovány a podrobeny kritice ve stabilních a měnících se populačních návrzích studie. Další průzkumy ukázaly, že v individuálních rozhodnutích jednotlivce existují motivace k „parazitování“ ve smyslu motivace k očkování všech okolo kromě vlastní rodiny. V samostatné studii, která se zabývala volbou očkování rodičů, bylo zjištěno, že rodiče s menší pravděpodobností dají očkovat své děti, pokud přátelé jejich dětí již byli očkováni.

### Důvěra v očkování
Důvěra ve vakcíny a ve zdravotní systém je důležitým prvkem programů veřejného zdraví, jejichž cílem je poskytovat vakcíny zachraňující lidské životy. Důvěra v očkování a zdravotní péči je důležitým ukazatelem práce vlády a účinnosti sociální politiky. Úspěch v překonávání nemocí a v důvěře ve vakcínu závisí na důvěře ve zdravotní péči. Nedostatek důvěry ve vakcíny a imunizační programy může vést k odmítnutí vakcíny, riziku propuknutí onemocnění a k hůře splnitelným cílům imunizace v prostředích s vysokými a nízkými příjmy. Lékařské a vědecké komunity dnes zjevně čelí velké výzvě, pokud jde o vakcíny. Získat důvěru veřejnosti ve veřejné zdraví je skutečně velkou výzvou. Přesné studium důvěry ve vakcíny, pochopení faktorů, které ovlivňují snížení důvěry, umožňuje úřadům vybudovat účinnou očkovací kampaň a vytvořit komunikační strategie pro boj s nemocí. Důvěra je klíčovým parametrem, se kterým je třeba pracovat před zahájením jakékoli očkovací kampaně a během ní. Stát je zodpovědný za to, že bude informovat obyvatelstvo o nemocech, vakcínách a dalších rizicích, a má to dělat vhodným a chytrým způsobem. WHO doporučuje, aby státy pracovaly dlouhodobě na vzdělávání populace ohledně různých lží a strašáků o očkování a aby vymyslely silnou strategii, pomocí které jsou schopny reagovat na jakoukoli událost, která může narušit důvěru ve zdravotnický systém, a také na každou takovou událost okamžitě reagovaly.

### Náklady a přínosy – Spojené státy americké
Od první ekonomické analýzy běžného dětského očkování ve Spojených státech v roce 2001, která vykázala úsporu nákladů během života dětí narozených v roce 2001, byly od té doby studovány a hodnoceny další analýzy ekonomických nákladů a potenciálních přínosů pro jednotlivce a společnost. V roce 2014 zveřejnila Americká pediatrická akademie analýzu, která hodnotila přímé náklady (náklady na program, jako jsou náklady na vakcínu, administrativní zátěž, negativní reakce spojené s vakcínou a čas, který rodiče ztratí při hledání poskytovatelů zdravotní péče pro očkování). Studie se zaměřila na vakcíny proti záškrtu, tetanu, černému kašli, konjugátu Haemophilus influenzae typu b, polioviru, spalničkám/příušnicím/zarděnkám (MMR), hepatitidě B, planým neštovicím, konjugátu 7valentního pneumokoka, hepatitidě A a rotaviru, ale vyloučila chřipku. Odhadované náklady a přínosy byly upraveny pro rok 2009 v dolarech a promítnuty v průběhu času s tříprocentním úrokem. Z teoretické skupiny 4 261 494 novorozenců (narozených od roku 2009), kteří byli v dětství pravidelně očkováni v souladu s pokyny Poradního výboru pro imunizační praktiky, bylo „zabráněno“ ~42 000 předčasným úmrtím a 20 milionům případů onemocnění, s čistými úsporami 13,5 miliardy amerických dolarů na přímých nákladech a 68,8 miliardy amerických dolarů na celkových společenských nákladech. Ve Spojených státech a v jiných zemích existuje ekonomická motivace a „globální význam“ v investování do programů preventivního očkování, zejména u dětí, jako prostředku k prevenci předčasných úmrtí kojenců a dětí.

### Náklady a přínosy pro starší dospělé
Kromě toho existuje ekonomická motivace k zavedení očkovacích programů pro starší dospělé, protože obecná populace stárne v důsledku zvyšující se průměrné délky života a snižující se porodnosti. Očkování lze použít ke snížení problémů spojených s nadužíváním léků a s bakteriemi rezistentními na antibiotika ve starší demografické skupině, ve které mají často jedinci více nemocí najednou. Také k prevenci infekčních chorob a samotnému omezení nadužívání léků a antibiotik. Jedna studie provedená v západní Evropě zjistila, že odhadované náklady na očkování jedné osoby během života proti 10–17 potenciálně nebezpečným patogenům by se pohybovaly v rozmezí od 443 do 3 395 eur (za předpokladu 100 % dodržování). Jiná evropská studie zjistila, že pokud by bylo 75 % dospělých starších 65 let očkováno proti sezónní chřipce, bylo by možné předejít 3,2–3,8 milionu případů a 35 000–52 000 úmrtí souvisejících s chřipkou. Také by došlo k úspoře 438–558 milionů eur pouze na evropském kontinentu.

## Mezinárodní organizace
V roce 2006 vytvořila Světová zdravotnická organizace a UNICEF Globální imunizační vizi a strategii (GIVS). Tato organizace vytvořila desetiletou strategii se čtyřmi hlavními cíli:
- imunizovat více lidí proti více nemocem
- představit řadu nově dostupných vakcín a technologií
- integrovat další kritické zdravotní zásahy týkající se imunizace
- řídit očkovací programy v kontextu globální vzájemné závislosti

Globální akční očkovací plán vytvořila Světová zdravotnická organizace a schválilo Světové zdravotnické shromáždění v roce 2012. Plán, který byl stanoven na roky 2011 až 2020, měl za cíl „posílit běžnou imunizaci, s cílem vyšší proočkovanosti; urychlit kontrolu nad nemocemi, kterým lze předcházet očkováním, přičemž prvním milníkem bylo vymýcení dětské obrny. Dále pak šlo o zavedení nové a vylepšené vakcíny a podnícení výzkumu a vývoje technologií pro příští generace vakcín“.

## Podle země

### Tabulka
| Povinné pro všechny (PV) | Povinné jen pro někoho – (PN) | Doporučené pro všechny (DV) | Doporučené některým lidem (DN) | Ani doporučené ani pro nikoho povinné (N) |

| Země                   | Nejpřísnější nařízení | Tuberkulóza | covid-19 | Černý kašel | Chřipka | Hepatitida A | Hepatitida B | HIB | Lidský papilomavirus | Meningokok | MMR vakcína | Příušnice | Pneumokok | Dětská obrna | Vzteklina | Rotavirus | Klíšťová encefalitida | Plané neštovice | Pásový opar | Žlutá zimnice | Vyžadováno ve škole                         | Vyžadováno pro pohodlí | Zdroje                             |
| ---------------------- | --------------------- | ----------- | -------- | ----------- | ------- | ------------ | ------------ | --- | -------------------- | ---------- | ----------- | --------- | --------- | ------------ | --------- | --------- | --------------------- | --------------- | ----------- | ------------- | ------------------------------------------- | ---------------------- | ---------------------------------- |
| Argentina              | N/A                   |             | DV       |             |         |              |              |     |                      |            |             |           |           |              |           |           |                       |                 |             |               | Ano                                         |                        | [ 77 ]                             |
| Austrálie              | DV                    | N           | PN       | DV          | DV      | N            | DV           | DV  | DV                   | DV         | DV          | DV        | DV        | DV           | N         | DV        | N                     | DV              | DV          | N             | Předškolní zařízení a jesle v NSW, VIC a WA | Ano                    | [ 78 ] [ 79 ] [ 80 ] [ 81 ] [ 82 ] |
| Rakousko               | DV                    | N           | PV       | DV          | DV      | DV           | DV           | DV  | DV                   | DV         | DV          | DV        | DV        | DV           | N         | DV        | DV                    | DV              | DV          | N             | N                                           |                        | [ 82 ] [ 83 ]                      |
| Belgie                 | PV                    | N           | PN       | DV          | DV      | DN           | DV           | DV  | DV                   | DV         | DV          | DV        | DV        | PV           | N         | DV        | N                     | DN              | N           | N             | Školky a pečovatelská služba                |                        | [ 83 ]                             |
| Brazílie               | PV                    | PV          | PN       | PV          | PV      | PV           | PV           | PV  | PV                   | PV         | PV          | PV        | PV        | PV           | DN        | PV        | N                     | PV              | N           | PV            | N                                           | Ano                    | [ 84 ] [ 85 ] [ 86 ] [ 87 ]        |
| Bulharsko              | PV                    | PV          | PN       | PV          | DV      | N            | PV           | PV  | DN                   | N          | PV          | PV        | PV        | PV           | N         | N         | N                     | N               | N           | N             | N/A                                         |                        | [ 82 ] [ 83 ]                      |
| Kanada                 | N/A                   |             | PN       |             |         |              |              |     |                      |            |             |           |           |              |           |           |                       |                 |             |               | V Novém Brunswicku a Ontariu                |                        | [ 82 ] [ 88 ]                      |
| Kostarika              | PV                    |             | PV       |             |         |              |              |     | PV                   |            | PV          |           |           | PV           |           | PV        |                       |                 |             |               |                                             |                        | [ 82 ]                             |
| Chorvatsko             | PV                    | PV          | DV       | PV          | DV      | N            | PV           | PV  | DV                   | N          | PV          | PV        | PV        | PV           | N         | N         | N                     | N               | N           | N             | Jesle, školky a jiná předškolní zařízení    |                        | [ 83 ]                             |
| Kypr                   | DV                    | DN          | DV       | DV          | DV      | DN           | DV           | DV  | DV                   | DV         | DV          | DV        | DV        | DV           | N         | N         | N                     | DV              | N           | N             |                                             |                        | [ 83 ]                             |
| Česko                  | PV                    | PN          | PN       | PV          | DV      | DN           | PV           | PV  | DV                   | DN         | PV          | PV        | PN        | PV           | DN        | DV        | DV                    | DN              | DV          | N             | Jesle, školky a jiná předškolní zařízení    |                        | [ 82 ] [ 83 ]                      |
| Dánsko                 | DV                    | N           | PN       | DV          | DV      | N            | DN           | DV  | DV                   | N          | DV          | DV        | DV        | DV           | N         | N         | N                     | N               | N           | N             | N                                           |                        | [ 82 ] [ 83 ]                      |
| Egypt                  |                       |             | PN       |             |         |              |              |     |                      |            |             |           |           |              |           |           |                       |                 |             |               |                                             |                        | [ 82 ]                             |
| Estonsko               | DV                    | DV          | DV       | DV          | DV      | N            | DV           | DV  | DV                   | N          | DV          | DV        | DV        | DV           | N         | DV        | N                     | N               | N           | N             | N                                           |                        | [ 83 ]                             |
| Finsko                 | DV                    | DN          | DV       | DV          | DV      | N            | DN           | DV  | DV                   | N          | DV          | DV        | DV        | DV           | N         | DV        | DN                    | DV              | N           | N             | N                                           |                        | [ 83 ]                             |
| Francie                | PV                    | DN          | PN       | PV          | DV      | N            | PV           | PV  | DV                   | PV         | PV          | PV        | PV        | PV           | N         | N         | N                     | N               | DV          | N             | Ano                                         |                        | [ 82 ] [ 83 ] [ 89 ]               |
| Fidži                  |                       |             | PN       |             |         |              |              |     |                      |            |             |           |           |              |           |           |                       |                 |             |               |                                             |                        | [ 82 ]                             |
| Německo                | PV                    | N           | DV       | DV          | DV      | N            | DV           | DV  | DV                   | DV         | PV          | PV        | DV        | DV           | N         | DV        | N                     | DV              | N           | N             | Ano                                         |                        | [ 83 ] [ 90 ] [ 91 ]               |
| Ghana                  |                       |             | PN       |             |         |              |              |     |                      |            |             |           |           |              |           |           |                       |                 |             |               | Ano                                         |                        | [ 92 ]                             |
| Řecko                  | DV                    | DN          | PN       | DV          | DV      | DV           | DV           | DV  | DV                   | DV         | DV          | DV        | DV        | DV           | N         | DV        | N                     | DV              | DV          | N             | N/A                                         |                        | [ 82 ] [ 83 ]                      |
| Maďarsko               | PV                    | PV          | PN       | PV          | DV      | N            | PV           | PV  | DV                   | N          | PV          | PV        | PV        | PV           | N         | N         | N                     | PV              | N           | N             | N                                           |                        | [ 82 ] [ 83 ]                      |
| Island                 | DV                    | N           | DV       | DV          | DV      | N            | PV           | DV  | DV                   | DV         | DV          | DV        | DV        | DV           | N         | N         | N                     | N               | N           | N             | N                                           |                        | [ 83 ]                             |
| Indonésie              | PV                    | PV          | PV       | PV          | DV      | DV           | PV           | PV  | DV                   | DN         | PV          | N         | DV        | PV           | DN        | DV        | N                     | DV              | DV          | DN            | N                                           |                        | [ 93 ]                             |
| Irsko                  | DV                    | DV          | DV       | DV          | DV      | N            | DV           | DV  | DV                   | DV         | DV          | DV        | DV        | DV           | N         | DV        | N                     | N               | N           | N             | N                                           |                        | [ 83 ]                             |
| Itálie                 | PV                    | N           | PN       | PV          | DV      | N            | PV           | PV  | DV                   | PV         | PV          | PV        | PV        | PV           | N         | DV        | N                     | PV              | DV          | N             | N                                           |                        | [ 82 ] [ 83 ] [ 94 ]               |
| Japonsko               | DV                    | DV          | DV       | DV          | DN      | N            | DV           | DV  | DV                   | N          | DV          | N         | DV        | DV           | N         | N         | N                     | DV              | N           | N             | N                                           |                        | [ 95 ] [ 96 ] [ 97 ] [ 98 ] [ 99 ] |
| Kazachstán             |                       |             | PN       |             |         |              |              |     |                      |            |             |           |           |              |           |           |                       |                 |             |               |                                             |                        | [ 82 ]                             |
| Lotyšsko               | DV                    | DV          | PN       | DV          | DV      | N            | DV           | DV  | DV                   | N          | DV          | DV        | DV        | DV           | DV        | DV        | DV                    | DV              | N           | N             | N                                           |                        | [ 82 ] [ 83 ]                      |
| Libanon                |                       |             | PN       |             |         |              |              |     |                      |            |             |           |           |              |           |           |                       |                 |             |               |                                             |                        | [ 82 ]                             |
| Lichtenštejnsko        | DV                    | DN          | DV       | DV          | DV      | N            | DV           | DV  | DV                   | DV         | DV          | DV        | DV        | DV           | N         | N         | N                     | DV              | N           | N             |                                             |                        | [ 83 ]                             |
| Litva                  | DV                    | DV          | DV       | DV          | DN      | N            | DV           | DV  | DV                   | DV         | DV          | DV        | DV        | DV           | N         | DV        | N                     | N               | N           | N             | N                                           |                        | [ 83 ]                             |
| Lucembursko            | DV                    | DN          | DV       | DV          | DV      | N            | DV           | DV  | DV                   | DV         | DV          | DV        | DV        | DV           | N         | DV        | N                     | DV              | N           | N             |                                             |                        | [ 83 ]                             |
| Malta                  | PV                    | DN          | PN       | PV          | DV      | N            | DV           | DV  | DV                   | N          | DV          | DV        | DV        | PV           | PV        | N         | N                     | PV              | N           | N             |                                             |                        | [ 83 ]                             |
| Maroko                 |                       |             | PN       |             |         |              |              |     |                      |            |             |           |           |              |           |           |                       |                 |             |               |                                             |                        | [ 82 ]                             |
| Nizozemsko             | DV                    | N           | PN       | DV          | DV      | N            | DV           | DV  | DV                   | DV         | DV          | DV        | DV        | DV           | N         | N         | N                     | N               | N           | N             | N                                           |                        | [ 82 ] [ 83 ]                      |
| Nový Zéland            |                       |             | PN       |             |         |              |              |     |                      |            |             |           |           |              |           |           |                       |                 |             |               |                                             |                        | [ 82 ]                             |
| Norsko                 | DV                    | DN          | DV       | DV          | DV      | N            | DV           | DV  | DV                   | N          | DV          | DV        | DV        | DV           | N         | DV        | N                     | N               | N           | N             | N                                           |                        | [ 83 ]                             |
| Pákistán               |                       |             | PN       |             |         |              |              |     |                      |            |             |           |           |              |           |           |                       |                 |             |               |                                             |                        | [ 100 ]                            |
| Filipíny               |                       |             | PN       |             |         |              |              |     |                      |            |             |           |           |              |           |           |                       |                 |             |               |                                             |                        | [ 82 ]                             |
| Polsko                 | PV                    | PV          | PN       | PV          | DV      | N            | PV           | PV  | DV                   | DV         | PV          | PV        | PV        | PV           | N         | DV        | N                     | DN              | N           | N             | N                                           |                        | [ 83 ]                             |
| Portugalsko            | DV                    | DN          | DV       | DV          | DV      | N            | DV           | DV  | DV                   | DV         | DV          | DV        | DV        | DV           | N         | N         | N                     | N               | N           | N             | N                                           |                        | [ 83 ]                             |
| Rumunsko               | DV                    | DV          | PN       | DV          | DV      | N            | DV           | DV  | DN                   | N          | DV          | DV        | DV        | DV           | N         | N         | N                     | N               | N           | N             | N                                           |                        | [ 82 ] [ 83 ]                      |
| Rusko                  | N/A                   |             | PN       |             |         |              |              |     |                      |            |             |           |           |              |           |           |                       |                 |             |               | N                                           |                        | [ 82 ] [ 101 ]                     |
| Mikronésie             |                       |             | PV       |             |         |              |              |     |                      |            |             |           |           |              |           |           |                       |                 |             |               |                                             |                        | [ 82 ]                             |
| Saúdská Arábie         |                       |             | PN       |             |         |              |              |     |                      |            |             |           |           |              |           |           |                       |                 |             |               |                                             |                        | [ 82 ]                             |
| Srbsko                 | PV                    | PV          |          | PV          | DV      | N            | PV           | PV  | DV                   | N          | PV          | PV        | PV        | PV           | N         | N         | N                     | N               | N           | N             | Jesle, školky a jiná předškolní zařízení    |                        | [ 102 ] [ 103 ]                    |
| Slovensko              | PV                    | N           | DV       | PV          | DV      | N            | PV           | PV  | DV                   | N          | PV          | PV        | PV        | PV           | N         | N         | N                     | N               | N           | N             | N                                           |                        | [ 83 ]                             |
| Slovinsko              | PV                    | DV          | PN       | PV          | DV      | N            | PV           | PV  | DV                   | N          | PV          | PV        | PV        | PV           | N         | N         | DN                    | N               | N           | N             | N                                           |                        | [ 83 ]                             |
| Jižní Afrika           | N/A                   |             | DV       |             |         |              |              |     |                      |            |             |           |           |              |           |           |                       |                 |             |               | N                                           |                        | [ 104 ] [ 105 ]                    |
| Španělsko              | DV                    | N           | DV       | DV          | DV      | N            | DV           | DV  | DV                   | DV         | DV          | DV        | DV        | DV           | N         | N         | N                     | DV              | N           | N             | N                                           |                        | [ 83 ]                             |
| Švédsko                | DV                    | DN          | DV       | DV          | DN      | N            | DV           | DV  | DV                   | N          | DV          | DV        | DV        | DV           | N         | DV        | N                     | N               | N           | N             | N                                           |                        | [ 83 ]                             |
| Švýcarsko              | N/A                   |             | PN       |             |         |              |              |     |                      |            |             |           |           |              |           |           |                       |                 |             |               | N                                           |                        | [ 82 ]                             |
| Tádžikistán            |                       |             | PV       |             |         |              |              |     |                      |            |             |           |           |              |           |           |                       |                 |             |               |                                             |                        | [ 100 ]                            |
| Tunisko                |                       |             | PN       |             |         |              |              |     |                      |            |             |           |           |              |           |           |                       |                 |             |               |                                             |                        | [ 82 ]                             |
| Turecko                |                       |             | PN       |             |         |              |              |     |                      |            |             |           |           |              |           |           |                       |                 |             |               |                                             |                        | [ 82 ]                             |
| Turkmenistán           |                       |             | PV       |             |         |              |              |     |                      |            |             |           |           |              |           |           |                       |                 |             |               |                                             |                        | [ 82 ] [ 100 ]                     |
| Ukrajina               | N/A                   |             | PN       |             |         |              |              |     |                      |            |             |           |           |              |           |           |                       |                 |             | Ano           |                                             |                        | [ 82 ]                             |
| Spojené království     | DV                    | DN          | PN       | DV          | DV      | N            | DV           | DV  | DV                   | DV         | DV          | DV        | DV        | DV           | N         | DV        | N                     | DN              | DV          | N             | N                                           |                        | [ 83 ]                             |
| Spojené státy americké | N/A                   |             | PN       |             |         |              |              |     |                      |            |             |           |           |              |           |           |                       |                 |             |               | Ano                                         |                        | [ 82 ]                             |
| Vatikán                |                       |             | PV       |             |         |              |              |     |                      |            |             |           |           |              |           |           |                       |                 |             |               |                                             |                        | [ 100 ]                            |
| Země                   | Nejpřísnější nařízení | Tuberkulóza | covid-19 | Černý kašel | Chřipka | Hepatitida A | Hepatitida B | HIB | Lidský papilomavirus | Meningokok | MMR vakcína | Příušnice | Pneumokok | Dětská obrna | Vzteklina | Rotavirus | Klíšťová encefalitida | Plané neštovice | Pásový opar | Žlutá zimnice | Vyžadováno ve škole                         | Vyžadováno pro pohodlí | Zdroje                             |

### Argentina
V prosinci 2018 Argentina uzákonila novou očkovací politiku, která vyžaduje, aby všechny osoby, které jsou zdravotně způsobilé, dospělí i děti, byly očkovány proti určitým nemocem. Doklad o očkování je vyžadován pro absolvování školy jakékoli úrovně, od dětství až po dospělost, nebo pro získání povolení k uzavření manželství nebo jakéhokoli druhu vládního průkazu totožnosti, včetně pasu nebo řidičského průkazu. Kromě toho zákon vyžaduje, aby vláda zaplatila všechny aspekty všech očkování. Zákon považuje očkování za naléhavou věc, a proto osvobozuje vakcíny od vnitřních a celních daní.

### Austrálie
Ve snaze zvýšit proočkovanost v Austrálii se australská vláda rozhodla, že počínaje 1. lednem 2016 přestanou být pro odpůrce očkování dostupné některé dávky (např. univerzální sociální dávky zvané „rodinný přídavek“ pro rodiče dětí); ti, kteří mají zdravotní důvody pro neočkování, mohou tyto dávky nadále dostávat. Tuto očkovací politiku podporuje většina australských rodičů, stejně jako Australská lékařská asociace (AMA) a Early Childhood Australia. V roce 2014 bylo očkováno asi 97 procent dětí mladších sedmi let, i když počet odpůrců očkování se za poslední desetiletí zvýšil o 24 000 na 39 000.
Vláda zahájila program zvaný „Imunizační australský program“ ke zvýšení národní proočkovanosti. Financuje řadu různých očkování pro určité skupiny lidí. Záměrem je povzbudit nejrizikovější populaci, aby se nechala očkovat. Vláda zajišťuje očkovací kalendář.
Ve většině států a území mohou děti udělit souhlas s očkováním, pokud jsou považovány za způsobilé k udělení takového souhlasu podle Gillickovy kompetence; obvykle se to týká dětí ve věku 15 let a starších. V Jižní Austrálii zákon o souhlasu s lékařskou léčbou a paliativní péčí z roku 1995 umožňuje dětem ve věku 16 let a starším dát souhlas s lékařským ošetřením. Kromě toho mohou být děti do tohoto věku očkovány, pokud jsou považovány za schopné informovaného souhlasu. V Novém Jižním Walesu mohou děti souhlasit s lékařskou léčbou již ve věku 14 let.
Když se v listopadu 2020 blížilo dokončení několika vakcín proti nemoci covid-19, australský premiér Scott Morrison oznámil, že všichni mezinárodní cestující, kteří letí do Austrálie bez dokladu o očkování proti nemoci covid-19, budou muset na své vlastní náklady podstoupit karanténu.
Podle zákona mohou australští zaměstnavatelé po zaměstnancích požadovat vakcinaci například proti chřipce jako součást pracovní smlouvy. Legálnost takového jednání byla potvrzena v případu komise pro spravedlivou práci Kimber vs. Sapphire Coast Community Aged Care Ltd.

### Rakousko
Rakouské doporučení ohledně vakcín bylo vytvořeno Národní očkovací asociací (německy: Nationales Impfgremium), která je součástí Federálního ministerstva sociálních věcí, zdravotnictví, péče a ochrany spotřebitele.
Děti ve věku 14 let a starší mohou být očkovány bez souhlasu rodičů.

### Brazílie
Očkování dětí je v Brazílii povinné od roku 1975, kdy federální vláda zavedla Národní imunizační program. Povinný bod byl zapsán do zákona v roce 1990 do statutu dětí a mladistvých (čl. 14 odst. 1). Rodiče v Brazílii, kteří nevezmou své děti na očkování, riskují pokutu nebo obvinění z nedbalosti.

### Kanada
Očkování v Kanadě je dobrovolné. Zatímco v Ontariu a Novém Brunswicku je obecně očkování vyžadováno pro školní docházku, existují výjimky udělené těm, kdo jsou proti.
Podle doktríny zralých nezletilých mohou být nezletilí, kteří jsou schopni poskytnout informovaný souhlas, očkováni bez souhlasu rodičů.

### Čína
Čína prošla regulačním hodnocením vakcín Světové zdravotnické organizace (WHO), čímž prokázala, že dodržuje mezinárodní standardy. Čínský vládní rozšířený program imunizace (EPI) byl vytvořen v roce 1978 a poskytuje určité povinné vakcíny s názvem „vakcíny kategorie 1“ zdarma pro všechny děti do 14 let. Zpočátku se vakcíny skládaly z vakcíny Bacillus Calmette-Guérin (BCG), orální vakcíny proti obrně (OPV), vakcíny proti spalničkám (MV) a záškrtu, tetanu a černému kašli (vakcína DPT). Do roku 2007 byl seznam vakcín rozšířen o vakcíny proti hepatitidě A, hepatitidě B, japonské encefalitidě, meningokokovému polysacharidu A+C, příušnicím, zarděnkám, hemoragické horečce, antraxu a leptospiróze. Mezi „vakcíny kategorie 2“ patří například vakcína proti vzteklině a jedná se o nepovinné vakcíny soukromého sektoru, které nejsou zahrnuty ani v EPI, ani ve státním zdravotním pojištění. Vzhledem k privatizované povaze vakcín kategorie 2 jsou tato očkování spojena s nízkou mírou proočkovanosti populace.
Jak Changsheng Bio-Technology Co Ltd, tak Wuchanský institut biologických produktů byly pokutovány za prodej neúčinných vakcín. V prosinci 2018 Čína přijala nové zákony, které ukládají přísné kontroly všech aspektů týkajících se vakcín, od výzkumu, vývoje a testování až po výrobu a distribuci.

### Kostarika
V listopadu 2021 se Kostarika jako první země na světě rozhodla zavést povinné očkování proti nemoci covid-19 pro děti ve věku od 5 do 18 let. Stalo se tak přidáním covidu-19 na seznam dalších infekčních nemocí, u kterých jsou v zemi po léta vyžadovány vakcinace dětí. Na seznamu je například dětská obrna a neštovice.

### Francie
Ve Francii je Nejvyšší rada veřejného zdraví pověřena navrhováním doporučení ohledně vakcín; své návrhy předkládá ministru zdravotnictví. Ústav epidemiologie každoročně zveřejňuje doporučení pro vakcinaci jak pro běžnou populaci, tak pro specifické skupiny. Vzhledem k tomu, že některé nemocnice mají dodatečné svobody, jsou v nemocnicích za očkovací politiku zodpovědní dva klíčoví lidé: provozní lékař (OP) a ředitel nemocničního výboru pro infekce a prevenci (HIPC). Očkovací politika povinné imunizace proti BCG, záškrtu, tetanu a dětské obrně začala v 50. letech 20. století a v roce 1991 se na seznam přidalo očkování proti hepatitidě B. Doporučení týkající se chřipky, černého kašle, planých neštovic a spalniček začala v letech 2000, 2004, 2004 a 2005, v tomto pořadí. Podle zdravotního barometru INPES Peretti-Watel z roku 2013 klesl mezi lety 2005 a 2010 počet francouzských zastánců vakcinace ve věku 18–75 let z 90 % na 60 %.
Od roku 2009 Francie doporučuje očkování proti meningokoku C pro kojence ve věku 1–2 roky s posilující dávkou o 25 let později. Francouzské pojišťovny proplácejí tuto vakcínu od ledna 2010, kdy úrovně proočkovanosti byly 32,3 % pro děti ve věku 1–2 roky a 21,3 % pro teenagery ve věku 14–16 let. V roce 2012 zahájila francouzská vláda a Institut de veille sanitaire pětiletý národní program ke zlepšení očkovací politiky. Program zjednodušil pokyny, usnadnil přístup k očkování a investoval do výzkumu vakcín. V roce 2014 se na základě skandálů stala nedůvěra k vakcínám běžným tématem francouzské veřejné debaty o zdraví. Podle jedné francouzské rozhlasové stanice nedostalo v roce 2014 tři až pět procent dětí ve Francii povinné vakcíny. Některé rodiny se mohly vyhnout povinné vakcinaci tím, že našli lékaře ochotného padělat očkovací průkaz. Tato zkušenost je často zmiňována na různých francouzských fórech. Francouzský stát však považuje „odmítnutí vakcíny“ za formu zneužívání dětí. V některých případech může rodičovské odmítnutí vakcíny vést k trestnímu řízení. V roce 2010, kdy Francie vytvořila Question Prioritaire Constitutionelle (QPC), umožňuje nižším soudům předkládat ústavní otázky nejvyššímu soudu v postupné hierarchii. Trestní řízení týkající se odmítnutí vakcíny proto mohou být postoupena Cour de Cassation, který pak potvrdí, zda případ splňuje určitá kritéria.
V květnu 2015 Francie aktualizovala své očkovací zásady týkající se záškrtu, tetanu, acelulárního černého kašle, dětské obrny, infekcí Haemophilus influenzae b a hepatitidy B pro předčasně narozené děti. Od roku 2015, i když neočkování není nezákonné, právo rodiče odmítnout očkování svého dítěte je záležitostí ústavy. Děti ve Francii navíc nemohou vstoupit do školy bez dokladu o očkování proti záškrtu, tetanu a dětské obrně. Francouzská ministryně zdravotnictví Marisol Touraineová považuje očkování za „naprosto zásadní, abychom se vyhnuli nemocem“, a prosadila, aby očkování prováděli vyškolení lékárníci a lékaři. Premiérův plán na období 2015–2017 zahrnoval bezplatné očkování v některých veřejných zařízeních. Očkování v rámci očkovacího kalendáře se provádí zdarma v rámci imunizačních služeb veřejného sektoru. Při očkování v soukromých lékařských ordinacích je očkování hrazeno ze 65 %.

### Německo
V Německu je federální komise Stálý výbor pro očkování (STIKO) odpovědná za doporučení očkovacího kalendáře. Institut Roberta Kocha v Berlíně (RKI) shromažďuje údaje o stavu proočkovanosti při vstupu dětí do školy a měří proočkovanost v Německu na národní úrovni. STIKO, založené v roce 1972, se skládá z 12–18 dobrovolníků jmenovaných Spolkovým ministerstvem zdravotnictví na tři roky. Členy jsou odborníci z mnoha vědních oborů a oblastí veřejného zdraví a odborníci s rozsáhlými zkušenostmi s očkováním. Nezávislá poradní skupina se schází dvakrát ročně, aby se zabývala otázkami týkajícími se infekčních chorob, kterým lze předcházet. Přestože STIKO vydává doporučení, imunizace v Německu je dobrovolná a neexistují žádná oficiální vládní doporučení. Německé spolkové státy se doporučeními Stálého vakcinačního výboru obvykle řídí minimálně a každý stát může vydat doporučení pro svou geografickou jurisdikci, která přesahuje doporučený seznam. Kromě navrhovaného očkovacího schématu pro děti a dospělé STIKO doporučuje očkování pro profesní skupiny, policii, cestovatele a další rizikové skupiny.
Vydávaná doporučení k očkování musí být v souladu se zákonem o ochraně před infekcí (Infektionsschutzgesetz), který upravuje záležitosti ohledně prevence infekčních onemocnění u lidí. Pokud je očkování doporučeno kvůli pracovním rizikům, musí být v souladu se zákonem o bezpečnosti a ochraně zdraví při práci zahrnující biologické látky. Kritéria pro doporučení zahrnují účinnost, bezpečnost, proveditelnost implementace programu, hodnocení efektivity nákladů, výsledky klinických studií a spravedlivý přístup k vakcíně. V případě následků souvisejících s očkováním jsou spolkové státy odpovědné za finanční odškodnění. Německá ústřední vláda nefinancuje dětská očkování, takže 90 % vakcín je podáváno v soukromé ordinaci lékaře a hrazeno z pojištění. Zbývajících 10 % vakcín poskytují státy na klinikách veřejného zdraví, ve školách nebo v centrech denní péče prostřednictvím místních očkovacích programů. Povinnosti týkající se imunizace pro lékaře zahrnují zahájení očkování v kojeneckém věku, podání přeočkování, udržování lékařské a očkovací historie a poskytování informací a doporučení týkajících se vakcín.
Děti ve věku 15 a více let mohou podle zákona souhlasit s očkováním, i když jejich rodiče výslovně nesouhlasí, za předpokladu, že dítě působí dojmem, že je zralé, informované a schopné porozumět rizikům a přínosům svého rozhodnutí.

### Ghana
V Ghaně je očkování proti nemoci covid-19 povinné od 22. ledna 2022 pro zaměstnance a studenty středních a vysokých škol, pro zaměstnance ve všech složkách státní správy, zdravotníky, bezpečnostní pracovníky a komerční řidiče.

### Irsko
V Irské republice vyžaduje očkování dětí (do 16 let) souhlas rodičů. Ministerstvo zdravotnictví očkování důrazně doporučuje.

### Itálie
Stárnutí populace v Itálii přináší rostoucí zátěž systému kvůli nemocím souvisejícím s věkem. Italský systém očkování je navíc složitý. Skutečnost, že služby a rozhodnutí poskytuje 21 samostatných regionálních úřadů, vytváří v italské očkovací politice spoustu rozdílů. Existuje Národní výbor pro imunizaci, který aktualizuje národní doporučený očkovací kalendář na základě podnětů zástupců Ministerstva zdravotnictví, krajských zdravotnických úřadů, Státního zdravotního ústavu a dalších odborných společností. Regiony mohou přidat více plánovaných očkování, ale nemohou osvobodit občany od celostátně nařízených nebo doporučených očkování. Například celostátní plán na odstranění spalniček a zarděnek začal v roce 2001. Některá očkování jsou v Itálii založena na zjištěních Národního centra pro epidemiologii, dozor a podporu zdraví a používají se také k rozhodnutí o různých očkovacích příkazech.
Dětské očkování zahrnuté v národních plánech je zajištěno zdarma pro všechny italské děti a děti cizinců, které v zemi žijí. Odhadované pojistné krytí pro požadované tři dávky vakcín HBV-Hib-IPV je minimálně 95 % ve věku dvou let dítěte. Vakcína proti chřipce je jedinou celostátně nařízenou vakcínou pro dospělé a podávají ji praktičtí lékaři. Pro zmírnění některých obav veřejnosti má Itálie v současnosti národní program kompenzace následků způsobených vakcínou. V podstatě ti, kdo jsou nemocní nebo poškození povinným a doporučeným očkováním, mohou od vlády jako kompenzaci získat finanční prostředky. Zhodnocení proočkovanosti v roce 2010, které se týkalo dětí narozených v roce 2008, ukázalo mírný pokles očkování proti záškrtu, hepatitidě B, dětské obrně a tetanu poté, co byla tato specifická očkování zavedena jako povinná. Úroveň proočkovanosti však nadále překračovala cíl italské vlády, 95 %.
S cílem sjednotit imunizační strategie v celé zemi a zajistit rovný přístup k prevenci nemocí vydalo italské Ministerstvo zdravotnictví v roce 2012 Národní plán imunizační prevence (Piano Nazionale Prevenzione Vaccinale). Tento plán na léta 2012–2014 zavedl ústavní „celoživotní“ přístup k očkování, aby doplnil agendu italské zdravotní politiky. Pokrytí vakcínou proti HPV se v populaci zvýšilo. Vakcína proti pneumokokům a vakcína proti meningokoku C se pak setkala s pozitivním ohlasem veřejnosti. Avšak jak míra proočkovanosti kojeneckou vakcínou, tak vakcínou proti chřipce se u starších osob snižuje. Vládní plán z roku 2015 v Itálii měl za cíl zvýšit proočkovanost a zavést řadu nových vakcín, což vyvolalo protesty mezi odborníky v oblasti veřejného zdraví. Částečně v reakci na statistiku, že méně než 86 % italských dětí dostává injekci proti spalničkám, zvýšil Národní očkovací plán na léta 2016–2018 (PNPV) požadavky na očkování. Například u novorozenců bylo celostátně vyžadováno očkování proti planým neštovicím. Podle tohoto plánu by se vládní výdaje na vakcíny zdvojnásobily na 620 milionů eur ročně a dětem bez prokázaného očkování by mohla být zakázána školní docházka. Ačkoli by tyto implementace udělaly z Itálie přední evropský stát z pohledu vakcinace, někteří odborníci zpochybňovali potřebu několika vakcín a někteří lékaři se obávali možného trestu, který jim může hrozit, pokud nebudou splňovat navrhované předpisy.
V roce 2017 se vyskytlo 5 000 případů spalniček, oproti 870 v roce 2016, z toho 29 % případů se vyskytovalo v Evropské unii. Zákon, který nutil děti mít deset vakcín k zápisu do státních škol, vstoupil v platnost v březnu 2018, ale v srpnu 2018 Hnutí pěti hvězd prosadilo skrze italský Senát legislativu, která jej zrušila. Poslaneckou sněmovnou to sice neprošlo, ale rodiče nemuseli již školám dávat potvrzení od lékaře prokazující, že jejich děti jsou očkovány. Do listopadu 2018 vláda změnila svůj postoj kvůli „nouzové situaci týkající se spalniček“ a rozhodla se zachovat povinnost očkování dětí do 16 let, učitelů a zdravotníků. Jedna porodní asistentka pracující v nemocnici ve střední Itálii byla propuštěna za odmítnutí očkování.

### Japonsko
V Japonsku existují tři typy očkovacích praktik: rutinní (plánované), dočasné (ad-hoc) a nelegální. Infekce spadající pod očkování prvních dvou typů jsou definovány imunizačním aktem (japonsky:Immunization Act (Japan)) a souvisejícím vládním nařízením (japonsky: Cabinet order (Japan)). Od ledna 2020 je na těchto seznamech celkem šestnáct infekcí – čtrnáct z nich patří mezi nemoci kategorie A (očkování není povinné, ale doporučuje se k prevenci pandemie) a dvě patří do kategorie B (nejsou ani nedoporučené a jsou určené pouze pro účely osobní péče).
Ve srovnání s globálním standardem je japonská očkovací politika lékařskými odborníky někdy popisována jako „vakcinační mezera“. Například je Japonsko jedinou vyspělou zemí, která nemá příušnice na seznamu očkování. Dalším faktem je, že vládní schválení nových vakcín zde trvá obvykle déle než ve Spojených státech.
Jedním z důvodů, proč je Japonsko označeno jako země s mezerami ve vakcinační politice, je to, že vláda byla několikrát žalována za zanedbání povinné péče a za špatné praktiky v průběhu celé historie očkování. Rizika soudního sporu, zejména rozhodnutí tokijského Nejvyššího soudu z roku 1992 o hromadné žalobě na vakcínu MMR, přineslo změnu zákona. Očkování již není od roku 1994 povinné. V důsledku toho se v Japonsku snížila proočkovanost. Například míra očkování proti chřipce byla v roce 1979 mezi školáky 67,9 %, ale v letech 1998–1999 klesla na přibližně 20 %. Kvůli problému rychle stárnoucí populace zasáhl úbytek školáků i starší generaci. V letech 1998–1999 se smrtelná epidemie chřipky široce rozšířila v domovech pro seniory a na lůžkových odděleních. Po vypuknutí nákazy následovala v roce 2001 novela zákona o imunizaci, která zavedla povinné očkování proti chřipce pro seniory. Od února 2020 je očkování proti chřipce podle zákona v kategorii B (pro účely osobní péče) pouze pro seniory. Historická data však naznačují, že očkování proti chřipce u školáků je klíčem k ochraně seniorů.
Kromě obav z právních a sociálních rizik stojí za nedostatky vakcinačního systému i otázka rozhodovacího procesu. Na rozdíl od Poradního výboru pro imunizační praktiky (ACIP) ve Spojených státech byl centralizovaný stálý poradní výbor pro očkovací politiku v Japonsku zorganizován až v roce 2009, v době, kdy Japonsko zasáhla smrtící epidemie chřipky. Od založení komise se však nedostatky postupně dařilo odstraňovat.

### Lotyšsko
Podle článku v CMAJ z roku 2011: Pojem „povinný“ se v Lotyšsku liší od pojmu v jiných zemích. Lotyšsko se zdá jedinečné v tom, že nutí poskytovatele zdravotnické péče, aby získali podpisy těch, kdo odmítají očkování. Jednotlivci mají právo odmítnout očkování, ale pokud to udělají, poskytovatelé zdravotnických služeb mají povinnost vysvětlit jim zdravotní následky.
Vakcíny, které nejsou povinné, nejsou financovány z veřejných zdrojů, takže náklady na ně musí nést rodiče nebo zaměstnavatelé. Mezi financovaná očkování patří očkování proti tuberkulóze, záškrtu, spalničkám, hepatitidě B, lidskému papilomaviru pro 12leté dívky a proti klíšťové encefalitidě až do věku 18 let v endemických oblastech a pro sirotky.
Od 14 let mohou nezletilí v Lotyšsku souhlasit s očkováním bez souhlasu rodičů.

### Malajsie
V Malajsii se hromadné očkování provádí ve veřejných školách. Vakcíny může aplikovat školní sestra nebo tým jiného zdravotnického personálu mimo školu. Všechny děti jsou v daném školním roce skupinově očkovány. Například mohou děti dostat orální vakcínu proti obrně v prvním ročníku základní školy (asi v 6 nebo 7 letech), BCG v šestém ročníku a MMR ve třetím ročníku střední školy. Většina dětí zde obdrží všechny základní vakcíny, než dokončí střední školu.

### Mexiko
Mexiko má víceletý program imunizace dětí. Očkování dětí je plně hrazeno mexickou vládou. Mexiko má výbor pro nežádoucí účinky, který monitoruje nežádoucí účinky očkování, a také stálou technickou poradní skupinu pro imunizaci.
Doporučené očkovací schéma pro děti v Mexiku obsahuje očkování proti šestnácti nemocem, kterým lze předcházet očkováním. Dávky vakcíny podávané v Mexiku jsou obvykle platné ve Spojených státech. Očkovací plán pro děti v Mexiku je následující:
| název                               | podání ve věku                                                         | očkování proti nemoci                                           |
| ----------------------------------- | ---------------------------------------------------------------------- | --------------------------------------------------------------- |
| BCG                                 | při narození                                                           | tuberkulóza                                                     |
| Antihepatitida B                    | při narození, 2, 6 měsíců                                              | žloutenka typu B                                                |
| Rotarix                             | 2, 4 měsíce                                                            | rotavirus                                                       |
| Pneumokoková vakcína                | 2, 4 měsíce, 12 až 15 měsíců                                           | pneumokoková pneumonie                                          |
| Antihepatitida A                    | 12, 18 měsíců                                                          | žloutenka typu A                                                |
| Pentavalentní vakcína               | 2, 4, 6, 18 měsíců                                                     | H. influenzae typ B, černý kašel, záškrt, tetanus, dětská obrna |
| Vakcína proti planým neštovicím     | 12 měsíců                                                              | plané neštovice                                                 |
| Trojitý virový SRP                  | 12 měsíců, 6 let                                                       | spalničky, příušnice, zarděnky                                  |
| Vakcína proti chřipce               | 6 až 59 měsíců, 36 měsíců až 9 let (pouze vysoké riziko)               | chřipka                                                         |
| Vakcína proti lidskému papilomaviru | 11 až 12 let (3 dávky, pouze dívky)                                    | lidský papilomavirus                                            |
| DPT                                 | 4 až 6 let                                                             | záškrt, černý kašel, tetanus                                    |
| SR vakcína                          | 12 let                                                                 | spalničky, zarděnky                                             |
| Sabinova vakcína                    | 2 dávky za rok, od 6 do 59 měsíců věku navíc k předchozím 2 dávkám IPV | obrna                                                           |
| Td                                  | 12 let                                                                 | tetanus                                                         |

Všem dětem od jednoho roku věku zařazeným do jeslí nebo dětských domovů je navíc nabízen Vitamín A.

### Nový Zéland
Nezletilí ve věku 16 let a starší se mohou nechat očkovat bez souhlasu rodičů.

### Nigérie
V Nigérii byl v roce 1978 zaveden rozšířený program imunizace (EPI), který zahrnuje bezplatné očkování proti dětské obrně, spalničkám, záškrtu, černému kašli, tuberkulóze a žluté zimnici nigerijským dětem mladším dvou let. Toto bezplatné očkování lze získat v kterémkoli primárním zdravotnickém středisku v zemi. Vakcíny obvykle podává státní zdravotnický pracovník. Jsou také prováděny běžné očkovací návštěvy ve školách, při kterých jsou očkovány všechny děti v dané škole.

### Pákistán
Tváří v tvář četným menším epidemiím obrny nyní pákistánská vláda rozhodla, že očkování proti obrně je striktně povinné. Jak prohlásil pákistánský policejní komisař Riaz Khan Mehsud: „Není žádného slitování, rozhodli jsme se řešit případy odmítnutí železnýma rukama. Každý, kdo odmítne vakcínu, bude poslán do vězení.“

### Panama
Očkování proti nemoci covid-19 se může stát pro státní zaměstnance očkováním povinným. Neočkovaní zaměstnanci mohou být nuceni vzít si neplacené volno. Dokončení očkovacího kalendáře v dětském věku je v této zemi podmínkou pro přístup k hlavnímu vládnímu stipendijnímu programu.

### Rusko
Očkování bylo v Rusku dobrovolné. V květnu 2021 ruský prezident Vladimir Putin prohlásil, že povinné očkování proti koronaviru by bylo „nepraktické a nemožné“.

### Samoa
V důsledku vyhlášené epidemie spalniček samojské úřady zavedly v listopadu 2019 povinné očkování proti spalničkám.

### Slovinsko
Podle publikace v CMAJ z roku 2011: Slovinsko má jeden z nejagresivnějších a nejkomplexnějších očkovacích programů na světě. Jeho program zahrnuje povinné očkování proti devíti nemocem. Během prvních tří měsíců musí být kojenci očkováni proti tuberkulóze, tetanu, dětské obrně, černému kašli a Haemophilu influenzae typu B. Do 18 měsíců je vyžadováno očkování proti spalničkám, příušnicím a zarděnkám a nakonec, než dítě začne chodit do školy, musí být naočkováno proti hepatitidě B. Žádost o lékařskou výjimku lze podat komisi, ale žádost z náboženských důvodů nebo z důvodu svědomí nebývá přijata. Nedodržení má za následek pokutu. Míra dodržování dosahuje 95 %, říká Kraigher a dodává, že u nepovinných vakcín, jako je vakcína proti lidskému papilomaviru, je proočkovanost 50 %.
Povinné očkování proti spalničkám bylo zavedeno v roce 1968 a od roku 1978 dostávají všechny děti dvě dávky vakcíny s mírou dodržování této povinnosti vyšší než 95 %. U očkování proti TBE byla celková proočkovanost v roce 2007 odhadována na 12,4 %. Pro srovnání, v sousedním Rakousku je proti TBE očkováno 87 % populace.

### Jižní Afrika
V Jižní Africe je očkování dobrovolné.
Jihoafrické centrum pro vakcinaci a imunizaci vzniklo v roce 2003 jako aliance jihoafrického Ministerstva zdravotnictví, očkovacího průmyslu, akademických institucí a dalších zúčastněných stran. SAIVC spolupracuje s WHO a jihoafrickým národním Ministerstvem zdravotnictví na vzdělávání, výzkumu, poskytování technické podpory a obhajování. Pracují na zvýšení míry proočkovanosti za účelem zlepšení zdraví národa.

### Španělsko
19 španělských autonomních komunit, skládajících se ze 17 regionů a dvou měst, dodržuje zdravotní politiku stanovenou Meziteritoriální zdravotní radou, která byla vytvořena národními a regionálními ministerstvy zdravotnictví. Tato Meziteritoriální rada se skládá ze zástupců každého z regionů a schází se, aby diskutovala o otázkách souvisejících se zdravím všude ve Španělsku. Institut zdraví Carlose III (ISCIII) je veřejný výzkumný ústav, který řídí biomedicínský výzkum pro rozvoj zdravotnických věd a prevenci nemocí. ISCIII může navrhnout zavedení nových vakcín do španělského doporučeného zdravotního plánu a je pod přímou kontrolou Ministerstva zdravotnictví. Ačkoli je za dohled nad zdravotnickými službami odpovědné Ministerstvo zdravotnictví, politika přenesení pravomocí rozděluje odpovědnosti mezi místní orgány, a to včetně zdravotního plánování a programu, fiskálních povinností a přímého řízení zdravotnických služeb. Tato decentralizace přináší potíže při shromažďování informací na celostátní úrovni. Komise Meziteritoriální rady pro veřejné zdraví pracuje na stanovení politik zdravotní péče podle doporučení technických pracovních skupin pomocí dopisů, schůzí a konferencí. Technická pracovní skupina pro vakcíny přezkoumává údaje o nemocech, kterým lze předcházet vakcínou, a navrhuje doporučení pro politiky. Žádné další skupiny mimo vládu nenavrhují doporučení. Doporučení musí schválit Komise veřejného zdraví a poté Meziteritoriální rada, pak jsou tato doporučení začleněna do Národního imunizačního plánu.
Španělská asociace pediatrů ve spojení se Španělskou agenturou pro léčiva nastiňuje specifikace očkovacích plánů a politik a poskytuje historii očkovacích politik zavedených v minulosti a také legislativu týkající se současnosti. Španělská ústava očkování nenařizuje, takže je dobrovolné, pokud úřady nevyžadují povinné očkování v případě epidemií. V roce 1921 se stalo povinným očkování proti neštovicím a v roce 1944 Zákon o základních zdravotních předpisech nařizoval povinné očkování proti záškrtu a neštovicím. Toto nařízení bylo ale zrušeno v roce 1979 po skončení epidemie. První systematický očkovací plán pro španělské provincie byl vytvořen v roce 1975 a byl průběžně aktualizován každou autonomní komunitou, pokud jde o dávkování v určitých věkových kategoriích a doporučení dalších vakcín, které nebyly v původním plánu navrženy.
Harmonogram pro rok 2015 navrhoval zařazení vakcíny proti pneumokokům pro děti do 12 měsíců. Pro rok 2016 bylo v plánu navrhnout vakcínu proti planým neštovicím u dětí ve věku 12–15 měsíců a 3–4 roky. Všeobecný zákon o zdraví z roku 1986 navíc odráží článek 40.2 Ústavy zaručující právo na ochranu zdraví a uvádí, že zaměstnavatelé musí pracovníkům poskytnout vakcíny, pokud ti jsou vystaveni riziku expozice patogenu. Vzhledem k pokrytí očkováním v každém společenství existuje pouze malá antivakcinační aktivita a neexistují žádné organizované skupiny vystupující proti vakcínám. Univerzální veřejná zdravotní péče poskytuje pokrytí pro všechny obyvatele, zatímco centrální a regionální podpůrné programy rozšiřují pokrytí na populaci přistěhovalců. Na nákupy vakcín nejsou však společenstvím poskytovány žádné státní finanční prostředky. Vakcíny jsou financovány z daní a plně hrazeny vládami jednotlivých společenství. Zákon 21 v čl. 2 odst. 6 stanovuje nutnost řádné klinické dokumentace a informovaného souhlasu pacienta, ačkoli písemný informovaný souhlas není vyžadován při ústní žádosti o vakcínu nezletilou osobu. Autonomní oblasti vypočítávají proočkovanost tak, že shromažďují data buď z elektronických registrů, nebo z písemných lékařských tabulek.

### Švýcarsko
Švýcarský očkovací kalendář a doporučení vypracovávají Federální očkovací komise a Federální úřad pro veřejné zdraví ve spolupráci s územními správními jednotkami.
Nezletilí ve věku 12 let a starší se mohou nechat očkovat vakcínou Pfizer–BioNtech covid-19 bez nutnosti souhlasu rodičů.

### Tanzanie
Podle Světové zdravotnické organizace byla proočkovanost v Tanzanii v roce 2012 více než 90 %. Byl zřízen Elektronický imunizační registr, který umožňuje online přístup ke zdravotní dokumentaci matek a kojenců, což umožňuje očkovacím týmům v odlehlých oblastech efektivněji pracovat, zejména s kočovnými lidmi. Usnadňuje také koordinaci stavů zásob očkovacích látek a umožňuje případně nové zásoby snáze objednávat.

### Spojené království
Ve Spojeném království jsou nákup a distribuce vakcín řízeny centrálně a doporučované vakcíny poskytuje NHS zdarma. Ve Spojeném království nevyžadují zákony žádné očkování školáků.
Děti ve věku 16 a 17 let mohou souhlasit s očkováním bez souhlasu rodičů. Podle Gillickova testu kompetence mohou děti mladší 16 let souhlasit s očkováním i přes námitky rodičů, pokud prokážou zralé pochopení důsledků svého rozhodnutí.

### Spojené státy
Ve Spojených státech vydává Poradní výbor pro imunizační postupy vědecká doporučení, která se týkají vakcín a očkovacích plánů a kterými se federální vláda, státní vlády a soukromé zdravotní pojišťovny obecně řídí.
Všech padesát států USA požaduje před zápisem dětí do veřejné školy očkování. Jednotlivé státy ale mohou vytvářet výjimky, kdy lze od této povinnosti upustit. Všechny státy poskytují výjimky pro lidi, kteří mají zdravotní kontraindikace k očkování, a všechny státy kromě Kalifornie, Maine, Mississippi, New Yorku a Západní Virginie umožňují vyhnout se očkování z náboženských důvodů. Šestnáct států pak umožňuje rodičům vznést námitky proti očkování z důvodu svědomí, kvůli svému náboženskému či osobnímu přesvědčení nebo z jiného důvodu.
Rostoucí počet rodičů využívá náboženské a filozofické výjimky z vakcinace a výzkumníci upozorňují, že toto jednání přispívá ke ztrátě kolektivní imunity takovýchto komunit, a tím se zvyšuje počet případů onemocnění.
Americká pediatrická akademie (AAP) radí lékařům, aby po dostatečné diskusi respektovali rozhodnutí rodičů odmítnout očkování svého dítěte, pokud není dítě vystaveno významnému riziku (např. během epidemie). Za takových okolností AAP uvádí, že odmítnutí očkování ze strany rodičů představuje formu zdravotního zanedbání a mělo by být oznámeno státním agenturám pro ochranu dětí. Několik států umožňuje nezletilým legálně souhlasit s očkováním i přes námitky rodičů podle tzv. doktríny zralých nezletilých.
Pro vojenskou službu je v USA očkování povinné.
Žádost o zelenou kartu je podmíněna absolvováním všech vakcinací doporučených vládou USA. Tento požadavek vyvolal bouřlivé diskuse kvůli nákladům spojeným s očkováním, když byla mezi tyto vakcíny v červenci 2008 zařazena vakcína proti viru HPV. Kromě toho ostatních třináct povinných vakcín zabraňuje vysoce nakažlivým onemocněním, která se přenášejí dýchacími cestami, zatímco HPV se šíří pouze pohlavním stykem. V listopadu 2009 byl tento požadavek zrušen.
I když federální směrnice nevyžadují písemný souhlas s očkováním, vyžadují, aby lékaři poskytli příjemcům vakcíny nebo jejich právním zástupcům Vakcínové informační prohlášení (VIS). Konkrétní zákony o informovaném souhlasu vydávají jednotlivé státy.

#### Školy
Spojené státy americké mají dlouhou historii povinného školního očkování. První povinné školní očkování bylo uzákoněno v 50. letech 19. století v Massachusetts, aby se zabránilo šíření neštovic. Povinné školní očkování bylo zavedeno poté, co zákon o povinné školní docházce způsobil rychlý nárůst počtu dětí ve veřejných školách, a zvýšilo se tak riziko propuknutí neštovic. První aktivity směřující k zákonům o povinném školním očkování byly podnikány v místních měřítkách na úrovni okresů, měst a školských rad. V roce 1827 se stal Boston prvním městem, které nařídilo, aby všechny děti nastupující do veřejných škol prokázaly, že absolvovaly povinné očkování. Kromě toho v roce 1855 společenství státu Massachusetts zavedlo své vlastní celostátní očkování pro všechny studenty nastupující do školy, což ovlivnilo další státy, a třeba New York v roce 1862 zavedl podobné celostátní zákony o očkování ve školách. V Connecticutu zavedli tyto zákony v roce 1872, v Pensylvánii v roce 1895, později tak postupovali na středozápadu, jihu a západu USA. V roce 1963 mělo dvacet států zákony o školním očkování.
Tyto zákony o očkování vyústily v politické debaty po celých Spojených státech, protože se odpůrci očkování snažili zákony zrušit. Příklad takové ostré politické diskuse se odehrál v roce 1893 v Chicagu, kde bylo navzdory dvanáct let starému státnímu zákonu očkováno méně než deset procent dětí. Na úrovni lokálního školního obvodu vznikl odpor proti očkování, když se některé místní školní rady a dozorci postavili proti státním zákonům o očkování. To vedlo zdravotní inspektory státní rady k prozkoumání očkovací politiky ve školách. Odpor pokračoval v polovině 20. století a v roce 1977 vznikla celostátní iniciativa dětské imunizace s cílem zvýšit proočkovanost dětí na devadesát procent do roku 1979. Iniciativa přezkoumala záznamy o očkování z dvouletého období více než 28 milionů dětí očkovaných a dětí, které nedostaly doporučené vakcíny.
V roce 1922 byla zákonnost povinného dětského očkování probírána v případu Nejvyššího soudu Zucht v. král. Soud rozhodl tak, že škola nemusí přijmout dítě, které nedoloží potvrzení o očkování z důvodu ochrany veřejného zdraví. V roce 1987 došlo k epidemii spalniček v Maricopa County v Arizoně, a případ Maricopa County Health Department vs. Harmon zkoumal argumenty ohledně práva jednotlivce na vzdělání proti potřebám státu chránit veřejnost před šířením nemocí. Soud rozhodl ve prospěch boje proti šíření nemoci tím, že odepře neočkovaným dětem místo ve škole, dokud riziko šíření spalniček nepomine.
Školy ve Spojených státech vyžadují aktualizované očkovací záznamy všech příchozích a vracejících se studentů. I když všechny státy vyžadují záznam o očkování, neznamená to, že se všichni studenti musí nechat očkovat. Výjimky mohou povolit jednotlivé státy. Ve Spojených státech mají výjimky jednu ze tří forem: zdravotní, kdy je potenciální vakcinace kontraindikována kvůli alergii na některou ze složek nebo kvůli aktuálnímu zdravotnímu stavu příjemce; náboženskou a osobní kvůli filozofickému přesvědčení. Od roku 2019 povoluje 45 států výjimky z náboženských důvodů, přičemž některé státy vyžadují doklad o náboženské příslušnosti. Do roku 2019 nepovolovaly náboženské výjimky pouze Mississippi, Západní Virginie a Kalifornie. Propuknutí spalniček v roce 2019 vedlo ke zrušení náboženských výjimek ve státech New York a Washington. Před rokem 2019 povolilo 18 států výjimky na základě osobního nebo filozofického názoru, ale vypuknutí spalniček vedlo v řadě států ke zrušení těchto výjimek. Výzkumné studie zjistily souvislost mezi nárůstem případů nemocí, kterým lze předcházet očkováním, a těmito nelékařskými výjimkami z povinného školního očkování.
Povinné očkování před nástupem na veřejné školy vyvolalo kritiku. Rodiče tvrdí, že povinné očkování je v rozporu s právem svobodné volby zejména v případech, kdy by se objevily u dětí nežádoucí účinky spojené s vakcinací. Někteří lidé věří, že povinné očkování může vyvolat trauma, které vede k tomu, že postižení nebudou chtít vyhledávat lékařskou péči. V ústavním zákoně mají některé státy zakotvenou možnost odstoupit od předpisů o ochraně veřejného zdraví, mezi které patří i zákony o povinném očkování, za jejichž nedodržení by hrozila pokuta. Některé zákony týkající se povinného očkování jsou zkoumány za účelem změny, ale jedná se o složitý proces, který naráží na různé právní překážky. Poté, co Kalifornie odstranila nelékařské výjimky z povinného očkování před nástupem do školy, byly podány žaloby zasazující se o právo dětí chodit svobodně do školy a o změnu příslušného zákona. Všechny tyto žaloby však byly nakonec zamítnuty.

### Vizte také
- Světový týden imunizace
- Požadavky na očkování při mezistátním cestování